# Specialista (grado militare)
Specialista è un grado militare di alcune forze armate in vari Stati del mondo.

## Nel mondo

### Lituania
Nella Karinės jūrų pajėgos, la Marina della Lituania accanto ai gradi di sergente, sergente scelto e capo nocchiere esistono i corrispondenti gradi di specialista. 
| Codice NATO                 | OR-7           | OR-7                             | OR-6                | OR-6                   | OR-5      | OR-5 |
| --------------------------- | -------------- | -------------------------------- | ------------------- | ---------------------- | --------- | ---- |
|                             |                |                                  |                     |                        |           |      |
| Štabo laivūnas specialistas | Štabo laivūnas | Vyresnysis seržanta specialistas | Vyresnysis seržanta | Seržantas specialistas | Seržantas |      |

### Stati Uniti d'America
Il grado di specialista venne introdotto nell'esercito americano nel 1920 con il grado di soldato specialista (private specialist) o semplicemente specialista (specialist) ed era equiparato al soldato di 1ª classe (private first class). Nel corso della Seconda Guerra Mondiale nel 1942 vennero introdotti i gradi Tecnici e coloro che li rivestivano erano facilmente distinguibili grazie alla grande "T" presente nel distintivo del grado. I gradi tecnici furono aboliti dall'ordinamento dello U.S. Army nel 1948, anche se il concetto fu reintrodotto poco dopo, nel 1955, con il ruolo di Specialist.

Insegna da Specialist per uniformi di classe A.

I gradi di specialista inizialmente erano quattro fino al 1958, quando vennero aggiunti altri due gradi, per tornare poi a quattro nel 1968 e tre nel 1978. Dal 1985 esiste un unico grado si specialist allo stesso livello del caporale.
Tabella dei gradi nello U.S. Army dal 1920 al 1942
| 1º grado        | 2º grado       | 2º grado           | 3º grado       | 4º grado | 5º grado | 6º grado                         | 7º grado          |
| --------------- | -------------- | ------------------ | -------------- | -------- | -------- | -------------------------------- | ----------------- |
|                 |                |                    |                |          |          |                                  | (nessuna insegna) |
| Master Sergeant | First sergeant | Technical sergeant | Staff sergeant | Sergeant | Corporal | Private First Class / Specialist | Private           |
| M/Sgt.          | 1st Sgt.       | T/Sgt.             | S/Sgt.         | Sgt.     | Cpl.     | Pfc.                             | Pvt.              |

Tabella dei gradi nello U.S. Army dal 1942 al 1948
| 1º grado       | 1º grado        | 2º grado           | 3º grado       | 3º grado               | 4º grado | 4º grado                | 5º grado | 5º grado               | 6º grado            | 7º grado          |
| -------------- | --------------- | ------------------ | -------------- | ---------------------- | -------- | ----------------------- | -------- | ---------------------- | ------------------- | ----------------- |
|                |                 |                    |                |                        |          |                         |          |                        |                     | (nessuna insegna) |
| First sergeant | Master sergeant | Technical sergeant | Staff sergeant | Technician Third Grade | Sergeant | Technician Fourth Grade | Caporale | Technician Fifth Grade | Private first class | Private           |
| 1st Sgt.       | M/Sgt.          | T/Sgt.             | S/Sgt.         | T/3.                   | Sgt.     | T/4.                    | Cpl.     | T/5.                   | Pfc.                | Pvt.              |

Tabella dei gradi degli Specialists dello U.S. Army dal 1955 ad oggi
| E9                 | E8                 | E7                                  | E6                                     | E5                                     | E4                                                      |
| ------------------ | ------------------ | ----------------------------------- | -------------------------------------- | -------------------------------------- | ------------------------------------------------------- |
|                    |                    |                                     |                                        |                                        |                                                         |
| Specialist 9 rank  | Specialist 8 rank  | Master Specialist Specialist 7 rank | Specialist 1st Class Specialist 6 rank | Specialist 2nd Class Specialist 5 rank | Specialist 3rd Class Specialist 4 rank Specialist       |
| Spec/9 (1959–1968) | Spec/8 (1959–1968) | MSP (1955–1959) Spec/7 (1959–1978)  | SP1 (1955–1959) Spec/6 (1959–1985)     | SP2 (1955–1959) Spec/5 (1959–1985)     | SP3 (1955–1959) Spec/4 (1959–1985) SPC (1985 – ad oggi) |

### Turchia
Nelle forze armate turche gli specialisti sono graduati di truppa che vengono reclutati con una ferma di quattro anni in base alla necessità delle forze armate. I loro gradi in ordine ascendente sono:
- Uzman Onbaşı (caporale specialista)
- Kademeli Uzman Onbaşı (caporal maggiore specialista)
- Uzman Çavuş (sergente specialista)
- Kademeli Uzman Çavuş (sergente maggiore specialista)

| Turchia | Uzman Çavuş | Uzman Onbaşı | Kademeli Uzman Çavuş | Uzman Çavuş | Kademeli Uzman Onbaşı | Uzman Onbaşı | Uzman Çavuş | Uzman Onbaşı |